# Польковиці (гміна)
Гміна Польковиці (пол. Gmina Polkowice) — місько-сільська гміна у південно-західній Польщі. Належить до Польковицького повіту Нижньосілезького воєводства.
Станом на 31 грудня 2011 у гміні проживало 27235 осіб.

## Площа
Згідно з даними за 2007 рік площа гміни становила 158.77 км², у тому числі:
- орні землі: 43.00%
- ліси: 40.00%

Таким чином, площа гміни становить 20.36% площі повіту.

## Населення
Станом на 31 грудня 2011:
| Опис     | Загалом | Загалом | Чоловіки | Чоловіки | Жінки | Жінки |
| -------- | ------- | ------- | -------- | -------- | ----- | ----- |
| одиниця  | осіб    | %       | осіб     | %        | осіб  | %     |
| все      | 27235   | 100     | 13390    | 49.16    | 13845 | 50.84 |
| міське   | 22777   | 100     | 11156    | 48.98    | 11621 | 51.02 |
| сільське | 4458    | 100     | 2234     | 50.11    | 2224  | 49.89 |

## Сусідні гміни
Гміна межує з такими гмінами: Хоцянув, Ґрембоциці, Єжманова, Любін, Радваниці, Рудна.